# Serial Experiments Lain
Serial Experiments Lain är en anime regisserad av Ryutaro Nakamura och producerad av Ueda Yasuyuki. Den behandlar filosofiska ämnen som verklighetens beskaffenhet, personlig identitet och kommunikation i olika bemärkelser. Seriens huvudfigur är Lain Iwakura, en tonårig flicka som tillsammans med sina föräldrar och äldre syster Mika lever i en mindre japansk förort. Lains upplevelser i kontakten med "Wired", ett globalt kommunikationsnätverk liknande internet, utgör den huvudsakliga handlingen i Serial Experiments Lain.
Lains liv, i social ensamhet, kommer i gungning då hon får reda på att andra flickor på hennes skola har fått e-post av Chisa Yomoda, en klasskamrat som i seriens första avsnitt begått självmord. När Lain själv får ett sådant meddelande berättar Chisa för henne att hon inte är död, utan endast har "övergett kroppen" och funnit sin gud i Wired. Från det ögonblicket dras Lain in i ett uppdrag som tar henne djupt in i detta nätverk.

## Produktion
Serial Experiments Lain producerades för studion Triangle Staff. Serien visades första gången på TV Tokyo mellan juli och september år 1998. Dess handling är skriven av Chiaki J. Konaka och rollfigurernas utformning är gjord av Yoshitoshi ABe. Ett spel med samma namn producerades av Pioneer LDC till PlayStation och släpptes den 26 november 1998.
Serien översattes till engelska av Geneon, då fortfarande under namnet Pioneer Entertainment, och distribuerades på DVD, VHS och LaserDisc. Den släpptes även i Singapore av Odex. Spelet till PlayStation, som enbart har den generella bakgrunden och rollfigurer gemensamt med animen, släpptes aldrig utanför Japan.

## Handling
Serial Experiments Lain handlar genomgående om definitionen av verkligheten, vilket gör dess komplexa handling svår att sammanfatta. Serien baseras huvudsakligen på antagandet att allt det vi kallar verklighet flödar från människans tankar, minnen och medvetande. Att vara vilseledande, är en av seriens centrala egenskaper och inte ens informationen som ges av berättaren är alltid sanningsenlig. Varje avsnitt belyser olika perspektiv på skilda filosofiska ämnen, i stället för det traditionella linjära handlingsförloppet, varför avsnitten kallas för "Layers" (sv. lager) istället för avsnitt eller kapitel.
Serial Experiments Lain beskriver nätverket Wired som summan av mänsklighetens kommunikationsnätverk, skapat av telegraf- och telefontjänster, utökat med internet och senare utvecklade nätverk. Animen förutsätter att detta Wired kan anslutas till ett system som möjliggör undermedveten kommunikation mellan människor och maskiner utan fysisk kontakt. I serien förklaras ett sådant system genom "Schumannresonansen", en egenskap hos jordens magnetfält som teoretiskt sett tillåter störningsfri kommunikation över långa avstånd. Om en sådan anslutning skapades skulle nätverket bli detsamma som verkligheten, ett kollektivt uttryck för gemensam perception, upplevelse och kunskap, en så kallad konsensusverklighet. Den tunna skiljelinjen mellan vad som är verkligt och vad som är möjligt skulle då försvagas.
Eiri Masami är ledare för projektet "Protocol 7", nästa generation internetprotokoll, på det stora IT-företaget Tachibana Labs. Han har i hemlighet implementerat kod skriven av honom själv i programmet, för att på så sätt få fullständig kontroll över Wired. Efter detta överför han sitt medvetande till Wired och dör ett par dagar senare i den fysiska världen. Dessa detaljer avslöjas först kring seriens mitt, men det är här den verkliga handlingen tar vid.
Enligt Masami är flickan Lain en artefakt, som kommer att få väggen mellan den virtuella och den materiella världen att rämna, och därför måste han ta henne till Wired för att hon ska "överge kroppen" så som han gjorde och därmed fullborda hans plan. Under seriens gång försöker han övertyga henne med argument, löften om villkorslös kärlek, charm, resonemang om ödesbestämdhet och, när allt annat har misslyckats, hot och våld.
Under tiden utspelar sig en komplicerad katt- och råttalek mellan "Knights of the Eastern Calculus", en grupp av hackare som enligt Masami är "troende som gör det möjligt att vara gud i Wired", och Tanachibana Labs som försöker återta kontrollen över Protocol 7.
Till slut ser tittaren hur Lain efter mycket självreflekterande inser att hon har absolut makt över alla människors medvetanden och över verkligheten i sig. Hennes dialog med olika versioner av sig själv visar hur hon känner sig avvisad av den materiella världen och samtidigt är rädd för att leva i Wired, där hon har en guds möjligheter och en guds ansvar. De sista scenerna visar hur hon raderar allting knutet till henne själv från alla andra människors minnen.

## Rollfigurer
Lain Iwakura (岩倉 玲音 Iwakura Rein?): Huvudpersonen i serien, en fjorton år gammal flicka som under seriens gång upptäcker sin sanna natur. Hon skildras först som en skygg och tillbakadragen högstadieelev med få vänner och intressen. Senare utvecklas hon till flera starkare personligheter, både i den fysiska världen och i Wired. Lain Iwakuras röstskådespelare är Kaori Shimizu i seriens original och Bridget Hoffman i den engelska översättningen.
Masami Eiri (英利 政美 Eiri Masami?): Huvuddesignern av Protocol 7. Medan Masami arbetade på Tachibana Labs implementerade han illegitim kod och "byggde in" sin personlighet i protokollet för att kunna kontrollera det efter sin egen vilja. Tachibana Labs gav honom därför sparken och strax därefter hittas hans lik på ett järnvägsspår. Hans övertygelse är att människornas enda möjlighet att utvecklas är att skilja sig från sina fysiska begränsningar och leva som digitala entiteter. Masami Eiris röstskådespelare är Hayami Sho i seriens original och Kirk Thornton i den engelska översättningen.
Yasuo Iwakura (岩倉 康男 Iwakura Yasuo?): En passionerad älskare av datorer och elektronisk kommunikation, som arbetar tillsammans med Eiri Masami på Tachabi Labs. Han försöker leda sin dotter Lain närmare Wired och övervakar hennes utveckling tills hon blir medveten om vad som pågår. Han lämnar henne med orden att han inte gillade att leka familj, men samtidigt älskade henne. Han verkar energisk i sina försök att lura henne in i Wired, men varnar henne samtidigt för att bli alltför inblandad i det. Yasuo Iwakuras röstskådespelare är Ryūsuke Ōbayashi i seriens original och Barry Stigler i den engelska översättningen.
Alice Mizuki (瑞城 ありす Mizuki Arisu?): Lains klasskamrat och enda sanna vän är en hängiven förtrogen med en enkel och ärlig personlighet. Hon är den första personen som försöker hjälpa Lain med hennes sociala liv genom att ta med henne till en nattklubb, och försöker sedan alltid skydda och ta hand om henne. Alice är den blygaste av tre högstadievänner, men hennes karaktär utvecklas och hon visar en hängivenhet för sina vänner, vilket får henne att övervinna sin rädsla. Alice och hennes vänner Julie och Reika togs som karaktärer från Chiaki Konakas tidigare verk "Alice in Cyberland". Alice Mizukis röstskådespelare är Yoko Asada i seriens original och Emily Brown i den engelska översättningen.
Mika Iwakura (岩倉 美香 Iwakura Mika?): Lains äldre syster, en blek sextonårig elev som förstrött retar sin lillasyster för hennes vanor och beteende. Anime Revolution beskriver Mika som den enda normala medlemmen i Lains familj. Hon träffar sin kille på kärlekshotell, går ständigt på diet och handlar ofta i Shibuya, ett av Tokyos nöjes- och shoppingkvarter. Vid ett tillfälle under serien skadas hennes medvetande allvarligt av våldsamma hallucinationer: När Lain dyker in i Wired slits Mika med, och fastnar mellan den materiella världen och Wired. Mika Iwakuras röstskådespelare är Ayako Kawasumi i seriens original och Patricia Ja Lee i den engelska översättningen.
Taro (タロウ Tarō?): En ung pojke i Lains ålder som då och då arbetar för gruppen "Knights of the Eastern Calculus" för att uppenbara "den enda sanningen". Men ännu har han inte blivit fullvärdig medlem av gruppen och känner inte till deras fullständiga planer. Taro älskar spel med virtuella verkligheter och tillbringar all sin fritid på nattklubben Cyberia tillsammans med sina vänner, Myu-Myu och Masayuki. Han har beskrivits som "techno punk-tonåring" av Michael Tribbett, och använder gärna speciell teknik, såsom anpassade HandiNavis och videoglasögon. Taro är stolt över sin anonymitet på internet och ber Lain om en träff med henne i Wired i utbyte mot information. Taros röstskådespelare är Keito Takimoto i seriens original och Brianne Siddall i den engelska översättningen.

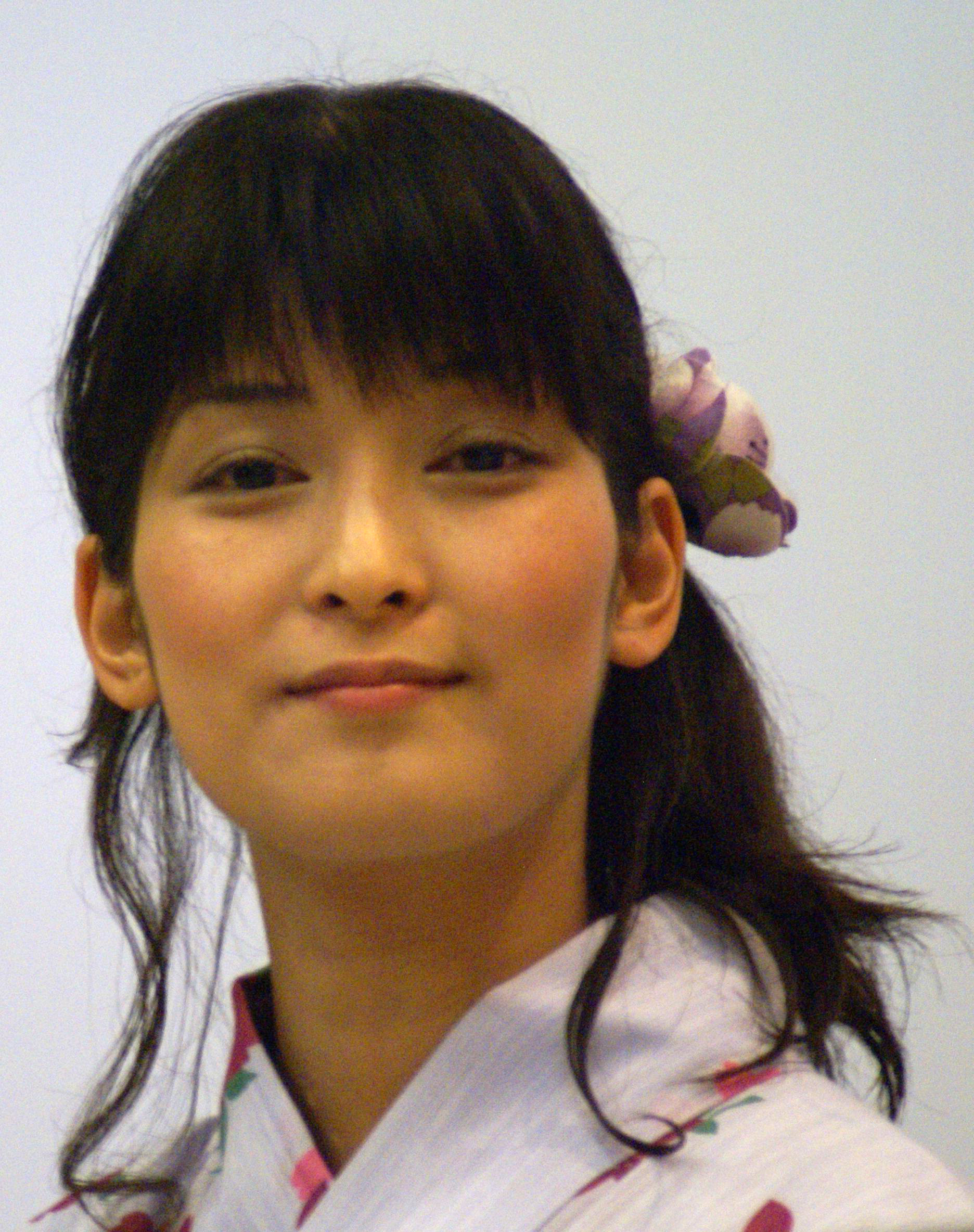
Ayako Kawasumi på Otakonkonventet 2006

"Kontorsarbetaren": En högt uppsatt direktör på Tachibana Labs med egna planer som han utför genom "Men in Black". Han ser fram emot guds ankomst genom Wired och ligger bakom massmorden på Knights. Han känner till många annars okända fakta om Lain, men föredrar att ställa frågor i stället för att avslöja något. Kontorsarbetarens röstskådespelare är Shigeru Chiba.
Men in Black: Karl Haushofer och Lin Sui-Xi arbetar för ovanstående "Kontorsarbetaren" med att spåra upp och mörda alla Knights. Trots att de inte känner till den sanna planen vet de att Eiri Masami är involverad. De säger att de "inte behöver en gud, vare sig i Wired eller i den verkliga världen" Karl Haushofers röstskådespelare är Takumi Yamazaki i seriens original och Jamieson Price i den engelska översättningen. Lin Sui-Xis röstskådespelare är Joiji Nakata i seriens original och Bob Buchholz i den engelska översättningen.

## Design
Serial Experiments Lain sågs som en så pass originell serie att produktionen av den ekonomiskt bedömdes vara en "enorm risk" av dess producent Yasuyuki Ueda.

### Manus
Författarna har i intervjuer fått frågor om de påverkades av Neon Genesis Evangelion under skapandet av seriens teman och visuella design. Författaren Chiaki J. Konaka har kraftigt förnekat detta och sagt att han inte hade sett Evangelion innan han var klar med fjärde avsnittet av Lain. Som huvudsakligen skräckfilmsförfattare är hans influenser enligt honom Jean-Luc Godard, Exorcisten, Hell House och Dan Curtis House of Dark Shadows. Alice, Julies och Reikas namn tog han från ett av sina tidigare verk, Alice in Cyberland. Under tiden serien utvecklades "förvånades" han över hur nära Alice karaktär kom karaktären ur Cyberland.
Lains skapare har sagts vara "mycket belästa" och att ha "använt dussintals, om inte hundratals av källor ur den verkliga världen till vad som verkar vara de mest bisarra koncepten i handlingen":
Några personer och företeelser som nämnts som föregångare till idén om Wired är Vannevar Bush och Memex, John C. Lilly, Timothy Leary och hans åtta-kretsars medvetandemodell samt Ted Nelson och Projekt Xanadu. Douglas Rushkoff och hans bok Cyberia nämns också, och i Lain är Cyberia namnet på en nattklubb med främst hackare och techno-punktonåringar som besökare. Seriens deus ex machina återfinns i kombinationen av Schumannresonansen och Carl Jungs kollektiva omedvetna (författarna valde denna term i stället för kabbalah och Akasha). Majestic 12 och Roswellincidenten används som exempel på hur en bluff fortfarande kan påverka världen även om den har avslöjats, genom att den skapar subkulturer. Två av litteraturreferenserna i Lain framförs av Lains far: Vid ett tillfälle loggar han in på en sida med lösenordet "Think Bule Count on Tow" ("Think Blue, Count Two" är en novell om Cordwainer Smiths fiktiva regering. Instrumentality of Mankind); I seriens sista avsnitt säger han att "det vore trevligt med Madeleinekakor till teet", vilket gör Serial Experiments Lain till den första animerade serien referera till Marcel Proust".

### Figurdesign

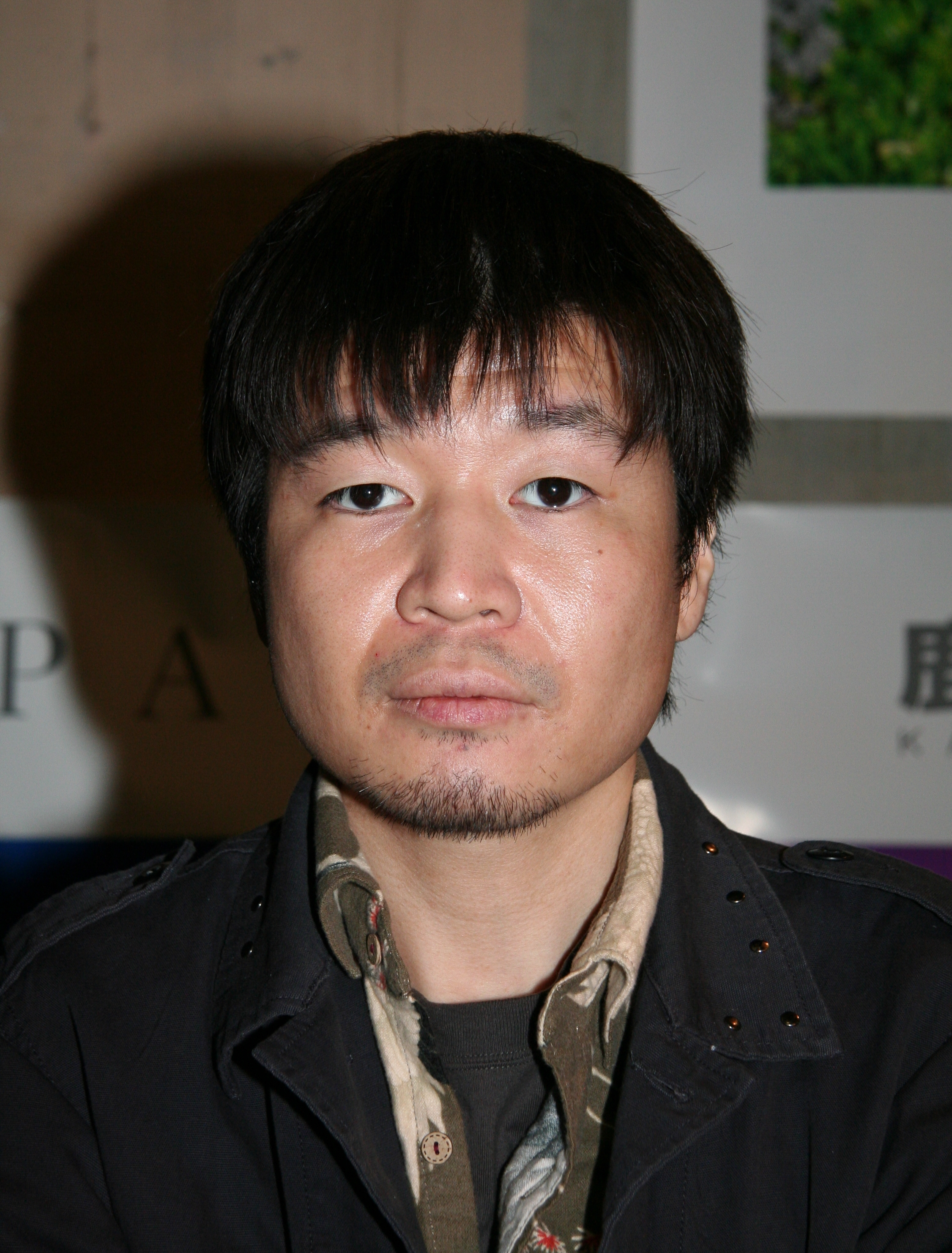
Yoshitoshi Abe i maj 2007

Figurdesignern Yoshitoshi ABe har medgett att han aldrig läste manga i sin barndom, eftersom det var tabubelagt i hans hem. Huvudsakligen inspireras han av "naturen och allting kring sig". Vad gäller Lains särdrag inspirerades ABe av Kenji Tsuruta, Akihiro Yamada, Range Murata och Yukinobu Hoshino. Mer generellt har hans stil och teknik påverkats av de japanska konstnärerna Chinai-san och Tabuchi-san.
Designen av Lain som figur var inte enbart ABes ansvar: Till exempel var den speciella frisyren med en tofs på ena sidan ett krav från Yasuyuki Ueda. Målet var att skapa asymmetri i utseendet för att återspegla Lains instabila och osäkra natur. Den skapades också som en mystisk symbol, då dess syfte är att förhindra röster och andar från att höras i hennes vänstra öra. Björnpyjamasen hon klär sig i var ett krav från figuranimationens regissör Takahiro Kishida. Regissören Nakamura förklarade hur björnmotivet kunde användas som en sköld gentemot konfrontationer med hennes familj. Detta är ett nyckelelement i designen av den skygga "verkliga" Lain (se "mental sjukdom" under Ämnen.) När hon för första gången går på nattklubben Cyberia bär hon en björnmössa av liknande anledning. Pyjamasen kan enligt Konaka också möjligen ses som ett element av service gentemot publiken, i syfte att förstärka intrycket av Lains oskuldsfullhet.
ABes första designförslag var mer komplicerade än slutresultatet. Som exempel var Lains X-formade hårspänne tänkt som ett sammanbundet mönster av guldflikar. Dessa flikar skulle öppnas med ett klick eller rotera runt en axel tills "X" blev ett "=". Detta sker inte i serien då Lain aldrig tar av sig sitt hårspänne.

### Ämnen
Serial Experiments Lain har inte en konventionell linjär handling, utan är "en alternativ anime med moderna teman och uttryck". Skilda teologiska och psykologiska ämnen behandlas på flera olika sätt: från klassisk dialog över Lains direkta utfrågning av de egna fantasifigurerna, till inre reflektion, gestaltad enbart med bilder.
- Kommunikation, i dess vidare bemärkelse, är ett av huvudämnena i serien,[29] Manusförfattaren Konaka har sagt att han ville "direkt förmedla människors känslor". Regissör Nakamura ville visa publiken - särskilt ungdomar mellan fjorton och femton år - "den multidimensionella våglängden hos det existentiella jaget: förhållandet mellan jaget och världen."[20]
- Teknikens intrång i den sociala strukturen är också en del av processen som beskrivs: Då Lain accepterar Wired glider hon allt längre ifrån sina vänner och sin familj, till en punkt där hon "inte längre kan relatera till och interagera med sina medmänniskor."[14] Hon riskerar då att bli en hikikomori.[30]
- Ensamhet, visserligen endast som en bland flera representationer av avsaknad av kommunikation, är ett återkommande tema i Lain.[4] Lain själv är enligt Anime Jump "nästan smärtsamt introvert, utan vänner att prata med på skolan, med en snorkig, nedvärderande syster, en apatisk mor och en far som verkar vilja bry sig men är alltför upptagen för att ge henne mycket av sin tid."[5] Vänskapen sviktar vid första ryktesspridning;[4][31] och den enda icke-instrumentala låten i serien heter "Kodoku no shigunari", vilket ordagrant betyder "ensamhetens signal".[32]
- Mentala sjukdomar i allmänhet, och mer specifikt dissociativ identitetsstörning, är betydelsefulla ämnen i Lain: Lain konfronteras ständigt med sina alter egon, så pass ofta att författaren Chiaki Konaka och Lains röstskådespelare Kaori Shimizu kom överens om att dela upp Lains dialoger i tre olika ortografier.[27] De tre namnvarianterna betecknar olika "versioner" av Lain; den "barnsliga" Lain är en skygg person som går runt främst klädd i pyjamas och den "avancerade" Lain, hennes personlighet i Wired, är djärv och ifrågasättande. Den tredje, "onda" Lain, är slug och förljugen och gör allt i sin makt för att skada Lain och dem som finns i hennes närhet.[18] Efter en överenskommelse skrev manusförfattarna namnet i kanji, katakana respektive romanji, det latinska alfabetet.[33]
- Verkligheten är aldrig något objektivt i Lain.[34] Genom hela serien finns en ständig konflikt kring termens definition, såsom den "naturliga" verkligheten vilken definieras av normal dialog mellan individer; den materiella verkligheten; och den tyranniska verkligheten, vilken en person tvingar på andra.[4] En central fråga i tolkningen av serien är huruvida materia skapas av tankar, eller tvärtom.[4][35] Produktionsteamet var noga med att undvika "det så kallade Gudsperspektivet" för att förtydliga det "begränsade blickfältet" i Lains värld.[34]
- Teologiska frågor har också betydelse för handlingens utveckling. Lain har setts som ett ifrågasättande av möjligheten till en odödlig själ i en dödlig kropp[36] Med religiösa inslag såsom gudsmord och insikten att själv vara Gud,[22] är religion (som även är namnet på ett avsnitt) ett integrerat element i Lains bakgrund.[36]

### Macintosh
Lain innehåller ingående referenser till Apple och Macintosh, eftersom företagets produkter vid tidpunkten för seriens skapande användes av de flesta i studion, av både författare, producenter och den grafiska gruppen. Exempelvis uttalas i början av varje avsnitt dess titel av Apple Computers syntetiska röstprogram PlainTalk med rösten "Whisper". Tachibana Industries, företaget bakom NAVI-datorerna som ger kontakt med Wired, är en referens till Apple Computer; "tachibana" betyder "mandarin" på japanska. NAVI är en förkortning av Knowledge Navigator, och HandiNAVI är baserad på Apple Newton, en av världens första handdatorer. NAVI:s visas köra operativsystemet "Copland OS Enterprise" (ett val av Chiaki J. Konaka, ett erkänt fan av Apple), och Alice NAVI är mycket lik en iMac.
Under en sekvens av osammanhängande bilder visas en iMac och Apples "Think Different"-slogan under en kort tid, samtidigt som "Whisper"-rösten säger samma slogan. Detta var ett oplanerat tillägg av den grafiska gruppen, även de Mac-entusiaster. Andra länkar kan hittas; "Close the world, Open the nExt" är Serial Experiments Lain-spelets slogan. NeXT var företaget bakom NeXTSTEP, vilket senare utvecklades till Mac OS. Ett annat exempel är "To Be Continued." vid slutet av avsnitt 1–12, med ett blått "B" och ett rött "e" på "Be"; detta var originallogotypen för Be Inc., NeXT:s dåtida största konkurrent.

## Mottagande
Ordet "udda" (weird) dyker nästan systematiskt upp i de engelska recensionerna av serien, med variationerna "bisarr"  och "otypisk", det senare främst på grund av seriens i det närmaste totala avsaknad av sexuellt och våldsamt innehåll, men också för dess filosofiska och psykologiska kontext. Kritikerna såg positivt på seriens tematiska och stilistiska kännetecken och serien fick Excellenspriset på Japan Media Arts-festivalen år 1998 för "dess vilja att ifrågasätta det samtida livet" och de "extraordinära filosofiska och djupa frågor" den ställer.  Enligt Christian Nutt på Newtype USA var seriens främsta lockelse dess "skarpögda blick för de sammanflätade problemen med identitet och teknologi". Nutt hyllade ABes "klara karaktärsdesign" och den "perfekta musiken" i sin recension av serien år 2005, och sade att "Serial Experiments Lain må ännu inte kunna ses som en sann klassiker, men det är ett fascinerande utvecklingssteg som bidragit till att förändra animens framtid." "Anime Jump" gav serien 4,5/5 och Anime on DVD gav volym 1 och 2 A+ i alla sina kriterier, och en blandning av A och A+ för volym 3 och 4.
"Lain" har också kommenterats i den akademiska litterära världen. I "The Asian Horror Encyclopedia" kallar Laurence C. Bush den "en unik psykologisk skräckanime om internets fysiska och mentala inverkan". Där noterades detaljer som att de röda fläckarna som syns i en del skuggor ser ut som blodpölar, samt att en flickas död i en tågolycka är "en källa till många legender kring andar under tjugonde århundradet", särskilt i Tokyo.
I Gilles Poitrats antologi "Anime Essentials" beskrivs serien som en "komplex och i viss mening existentiell" anime som "flyttar fram gränserna" för genrens mångfald under 1990-talet, tillsammans med de mer kända Neon Genesis Evangelion och Cowboy Bebop. Under professor Susan J. Napiers föredrag för American Philosophy Society, "The Problem of Existence in Japanese Animation" (2005), jämförde hon Serial Experiment Lain med Ghost in the Shell och Hayao Miyazakis Spirited Away. Enligt henne korsar alla huvudfigurerna i dessa tre verk barriärer, men medan de i de två andra har möjlighet att återvända till den reella världen, saknas detta val för Lain. Napier frågar om det ens finns någonting för henne att återvända till, "antingen en tom 'verklighet' eller en mörk 'virtuell'" sådan. Michael Tribbett på Reed College tolkar Lain som en symbol för Japans sociala och kulturella problem efter andra världskriget. I sitt verk Serial Experiments: Lain as a Reflection of Japanese Anxieties in the Digital Era, ser Tribbett fenomenet Wired i Lain som en representation av den västerländska, icke-hierarkiska samhällsstrukturen som existerar sida vid sida med traditionell japansk kultur.
Producenten Ueda har upprepade gånger fått svara på frågor kring ett uttalande han hade gjort i en intervju i Animerica. Det kontroversiella uttalandet var att "Lain är ett slags kulturellt krig mot amerikansk kultur och de amerikanska värderingar vi anammade efter andra världskriget." Senare har han förklarat i ett antal intervjuer att han skapade Lain med en uppsättning värderingar han såg som typiskt japanska. Han hoppades att amerikanerna inte skulle uppfatta serien på samma sätt som japanerna och att detta i sin tur skulle leda till ett "krig om idéer" kring animens tolkning, för att förhoppningsvis kulminera i en ny sorts kommunikation mellan de två kulturerna. Då han upptäckte att den amerikanska publiken hade samma synpunkter kring serien som japanerna blev han besviken.

## Annan media
Varumärket Lain var redan från början planerat att täcka olika medieformer (anime, TV-spel, manga). Producenten Yasuki Ueda har i en intervju sagt att 
"I detta projekt ville jag förmedla verkets essens genom summan av produkter i många olika medium." Spelets scenario skrevs först, för att sedan produceras samtidigt som animen, men serien släpptes först. En doujinshi, "The Nightmare of Fabrication", producerades av Yoshitoshi ABe och släpptes i Japan i bildboken "Omnipresence in the Wired". Ueda och Konaka har nämnt att idén med multimediala projekt inte är ovanlig i Japan. Flera skivor med seriens musik har också släppts.